# Frei José Marques e Silva

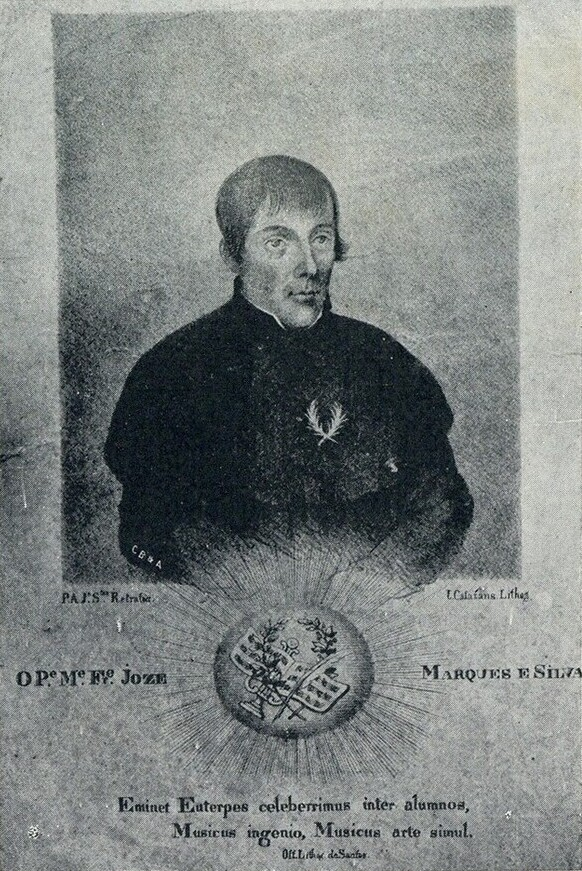

Frei José de Santa Rita Marques e Silva (Vila Viçosa, 1782 - 1837) foi um compositor e organista português. Segundo João Vaz, intérprete e conhecedor da sua produção musical, a importância de Frei José Marques da Silva advém "não só do substancial número de obras com autoria firmemente estabelecida, como também da íntima relação da sua escrita de carácter operático com a morfologia dos órgãos construídos em Portugal na sua época".

## Carreira musical
Estudou inicialmente em Vila Viçosa com Joaquim Galão, vindo para Lisboa onde professou na Igreja dos Frades Paulistas e veio a ocupar o cargo de organista, aos 22 anos. Aqui estudou com João José Baldi e foi chamado por este para ser organista da Capela Real da Bemposta, quando Baldi ocupou o cargo de seu Mestre, em 1808. Viria a desempenhar as mesmas funções, em 1816. Depois da morte de Baldi, concorreu e foi aceite na vaga docente de organista da Capela Real do Rio de Janeiro, durante a presença da Família Real no Brasil.
Quando foi criado o Conservatório de Lisboa, foi nomeado professor de orquestra, mas não chegou a exercer estas funções. Foi director do Semanário Filarmónico, cuja designação mudaria para Semanário Harmónico, e onde colaboraria. Teve vários alunos notáveis, de onde se destacam Joaquim  Casimiro, Xavier Migone, Manuel Inocêncio dos Santos, João Baptista Sassetti, entre outros.

## Obra
Foi compositor de música sacra, de onde se destacam as suas missas, matinas, motetes, um Te Deum, ladainhas e um Stabat Mater. Compôs também para os seis órgãos do Convento de Mafra, incluindo uma missa para cinco coros de vozes masculinas e cinco órgãos, e uma missa para três coros de vozes masculinas e seis órgãos.
Compôs também sonatas, marchas e valsas para piano, prelúdios para órgão, e uma sinfonia para orquestra. Foi autor de uma Marcha Fúnebre para pianoforte, por ocasião do falecimento de Maria I de Portugal, em 1816.
Foi autor, sob a orientação de João José Baldi, de uma colecção de estudos de contraponto e fuga.[carece de fontes?]
Da sua obra publicada, destacam-se os Responsórios de Sexta-Feira Santa (1832), que resultou de uma gravação na Igreja da Misericórdia de Santarém, sob a direcção e órgão de João Vaz, em 2012.
As suas Obras Completas para órgão foram publicadas pela Universidade Católica do Porto em 2011, numa edição crítica de João Vaz.